# اچ‌ام‌اس نیوبه (۱۸۹۷)
اچ‌ام‌اس نیوبه (۱۸۹۷) (به انگلیسی: HMS Niobe (1897)) یک کشتی است. این کشتی در سال ۱۸۹۷ ساخته شد.